# Marsdenia lijsae
Marsdenia lijsae är en oleanderväxtart som beskrevs av J.B. Williams. Marsdenia lijsae ingår i släktet Marsdenia och familjen oleanderväxter. Inga underarter finns listade i Catalogue of Life.